# Pedro Fuertes
Pedro Fuertes Amorós (Huesca, 12 dicembre 1970) è un ex calciatore spagnolo, di ruolo difensore.

## Carriera
Nella stagione 1992-1993 collezionò 20 presenze da titolare in Segunda División con l'Unió Esportiva Figueres. La squadra catalana in quella stagione ebbe tre allenatori ( Miquel Corominas, Manel Pagés e Pichi Alonso), arrivò al quartultimo posto in campionato e retrocesse in Segunda División B. Fuertes esordì il 10 gennaio 1993, giocando da titolare in una partita persa per 1-2 contro il Racing Santander. Per due volte ricevette una doppia ammonizione e fu espulso: accadde il 14 febbraio nella sconfitta per 7-1 contro il Badajoz e il 18 aprile nella partita giocata contro il Barcellona B e finita 1-1.
Fuertes fu ingaggiato dal Real Saragozza. Esordì il 12 settembre 1993, quando giocò il primo tempo della partita di campionato contro la Real Sociedad terminata con il risultato di 2-2. Con la squadra aragonese, allenato da Víctor Fernández, giocò altre quattro partite da sostituto in Primera División e collezionò una presenza nella Coppa del Re 1993-1994, competizione vinta ai rigori contro il Real Club Celta de Vigo. In campionato gli aragonesi arrivarono al terzo posto, dietro il Barcellona e il Deportivo. Fuertes restò a Saragozza per una stagione prima di passare al FC Lalueza, squadra della 3ª División Nacional. In due stagioni con la squadra di Lalueza ottenne un 15º e un 17º posto.

## Palmarès
- Coppa di Spagna: 1

Real Saragozza: 1993-1994